# ショウエー
株式会社ショウエーは、かつて青森県青森市に本社を置いていた、医薬品・医療機器をおもに取り扱う企業である。

## 沿革
- 1929年11月 - 五所川原市にて創業。
- 1950年11月 - 有限会社鶴又原薬舗を設立。
- 1968年7月 - 株式会社に改組、同時に鶴又薬品に社名変更。
- 1973年11月 - 黒石市の松井薬品と合併。
- 1992年4月 - 鶴又薬品および八戸市の八戸薬品、盛岡市の田村薬品の3社が鶴又薬品を存続会社として合併。株式会社ショウエーに商号変更。
- 1998年1月 - 自社および秋田市の小田島、仙台市のアスカムの3社の薬粧部門を統合・承継する株式会社ソーワを設立。
- 1999年10月 - 東邦薬品と業務提携。
- 2002年10月 - 秋田県の一部の営業権を東邦薬品に譲渡。逆に青森県の営業権を同社から譲受。
- 2003年11月 - 岩手県の営業権を東邦薬品から譲受される。
- 2004年10月 - 東邦薬品との共同仕入れを開始。
- 2011年4月 - 経営統合により、東邦ホールディングス株式会社の完全子会社となる[1]。
- 2012年1月 - 東邦薬品株式会社に吸収合併[2]。

## 営業所
- 青森県：青森本社、青森営業所、八戸営業所、弘前営業所、五所川原営業所、むつ営業所、十和田営業所、県北営業所（八戸市）
- 岩手県：盛岡営業所、奥州営業所、釜石営業所、一関営業所、宮古営業所